# Collomia rawsoniana
Collomia rawsoniana là một loài thực vật có hoa trong họ Polemoniaceae. Loài này được Greene mô tả khoa học đầu tiên năm 1888.